# استخرسر (املش)
استخرسر ، روستایی از توابع بخش رانکوه شهرستان املش در استان گیلان ایران است.

## جمعیت
این روستا در دهستان کجید قرار دارد و براساس سرشماری مرکز آمار ایران در سال۱۴۰۲، جمعیت آن۱۶۰ نفر (۶۰خانوار) بوده‌است.